# 하코이시역
하코이시역(일본어: 箱石駅)은 일본 이와테현 미야코시에 위치한 동일본 여객철도 미야코 선의 철도역이다. 단선 승강장 1면 1선의 구조를 갖춘 지상역이다.

## 역 주변
- 국도 제106호선
- 헤이 강

## 역사
- 1933년 11월 30일 : 개업.
- 1948년 9월 16일 : 태풍 '아이온' 재해로 인한 휴업.
- 1954년 11월 21일 : 복구.
- 1969년 11월 1일 : 화물 취급 폐지.
- 1971년 8월 15일 : 무인화.
- 1987년 4월 1일 : 일본국유철도 분할 민영화에 의해, 동일본 여객철도가 승계.

## 인접 역
| 동일본 여객철도 야마다 선 | 동일본 여객철도 야마다 선 | 동일본 여객철도 야마다 선  |
| ------------------------- | ------------------------- | -------------------------- |
| 가와우치 모리오카 방면    | ■ 야마다 선               | 리쿠추카와이 가마이시 방면 |